# Kritisk volym
Kritisk volym betecknar inom företagsekonomi den produktionsvolym där de totala intäkterna är lika stora som de totala kostnaderna. Den kritiska volymen är alltså den volym som måste produceras för att break-even ska nås.[källa behövs]
Kritisk volym kan också syfta på ett "tillstånd då det inte finns någon skillnad mellan vätska och gas".